# Passiena albipalpis
Passiena albipalpis là một loài nhện trong họ Lycosidae.
Loài này thuộc chi Passiena. Passiena albipalpis được Carl Friedrich Roewer miêu tả năm 1959.